# Waalse Pijl 2005
De 69ste editie van de Waalse Pijl (ook wel bekend als La Flèche Wallone) werd gehouden op 20 april 2005. Het parcours bij de mannen had een lengte van 201,5 kilometer. De start lag zoals altijd in Charleroi en de finish was ook weer in Hoei, op de Muur van Hoei om precies te zijn. In totaal kwamen 126 renners over de eindstreep.

## Mannen

### Verloop
De wedstrijd werd gewonnen door de Italiaan Danilo Di Luca, die enkele dagen eerder ook al de Amstel Gold Race op zijn naam had geschreven. Kim Kirchen en Davide Rebellin werden respectievelijk de nummers twee en drie. Di Luca steeg na zijn overwinning op de rangschikking van de UCI ProTour naar de eerste plaats met een totaal van 131 punten, die tot dat moment geleid werd door Tom Boonen.

### Uitslag
| Waalse Pijl 2005 (201.5 km) |                   |                       |          |
| Plaats                      | Naam              | Ploeg                 | Tijd     |
| Winnaar                     | Danilo Di Luca    | Liquigas-Bianchi      | 4u44'55" |
| 2                           | Kim Kirchen       | Fassa Bortolo         | z.t.     |
| 3                           | Davide Rebellin   | Team Gerolsteiner     | z.t.     |
| 4                           | David Etxebarria  | Liberty Seguros-Würth | +00' 04" |
| 5                           | Óscar Freire      | Rabobank              | z.t.     |
| 6                           | Angel Vicioso     | Liberty Seguros-Würth | z.t.     |
| 7                           | Patrik Sinkewitz  | Quick Step            | z.t.     |
| 8                           | Aitor Osa         | IB-Caisse d'Epargne   | z.t.     |
| 9                           | Cadel Evans       | Davitamon-Lotto       | +00' 08" |
| 10                          | Fabian Wegmann    | Team Gerolsteiner     | z.t.     |
|                             |                   |                       |          |
| 15                          | Christophe Brandt | Davitamon-Lotto       | +00' 11" |
| 25                          | Erik Dekker       | Rabobank              | +00' 24" |

| Stand UCI ProTour 2005 |                     |                   |        |
| Plaats                 | Naam                | Ploeg             | Punten |
| Gouden trui            | Danilo Di Luca      | Liquigas-Bianchi  | 130    |
| 2                      | Tom Boonen          | Quick Step        | 112    |
| 3                      | Óscar Freire        | Rabobank          | 94     |
| 4                      | Alessandro Petacchi | Fassa Bortolo     | 93     |
| 5                      | Davide Rebellin     | Gerolsteiner      | 86     |
| 6                      | George Hincapie     | Discovery Channel | 75     |
| 7                      | Bobby Julich        | Team CSC          | 75     |

## Uitslag vrouwen
| Waalse Pijl 2005 (105.5 km) |                   |                         |          |
| Plaats                      | Naam              | Ploeg                   | Tijd     |
| Winnaar                     | Nicole Cooke      | Safi-Pasta Zara         | 2u56'58" |
| 2                           | Oenone Wood       | Nürnberger Versicherung | +00' 04" |
| 3                           | Judith Arndt      | Nürnberger Versicherung | +00' 05" |
| 4                           | Mirjam Melchers   | Buitenpoort-Flexpoint   | +00' 10" |
| 5                           | Theresa Senff     | Van Bemmelen-AA Drink   | +00' 13" |
| 6                           | Andrea Graus      | Elk Haus-Tirol Noe      | +00' 14" |
| 7                           | Nicole Brändli    | Team Bigla              | z.t.     |
| 8                           | Susanne Ljungskog | Buitenpoort-Flexpoint   | z.t.     |
| 9                           | Amber Neben       | Buitenpoort-Flexpoint   | +00' 19" |
| 10                          | Edita Pučinskaitė | Nobili Rubinetterie     | +00' 21" |

| Stand UCI Road Women World Cup 2005 |                    |                         |        |
| Plaats                              | Naam               | Ploeg                   | Punten |
| Gouden trui                         | Oenone Wood        | Nürnberger Versicherung | 165    |
| 2                                   | Mirjam Melchers    | Buitenpoort-Flexpoint   | 156    |
| 3                                   | Nicole Cooke       | Safi-Pasta Zara         | 125    |
| 4                                   | Susanne Ljungskog  | Buitenpoort-Flexpoint   | 121    |
| 5                                   | Suzanne de Goede   | Van Bemmelen-AA Drink   | 99     |
| 6                                   | Trixi Worrack      | Nürnberger Versicherung | 89     |
| 7                                   | Rochelle Gilmore   | Safi-Pasta Zara         | 75     |
| 8                                   | Linda Serup        | Buitenpoort-Flexpoint   | 52     |
| 9                                   | Miho Oki           | USC                     | 50     |
| 10                                  | Joanne Kiesanowski | Nobili Rubinetterie     | 49     |

1936 · 1937 · 1938 · 1939 · 1940 · 1941 · 1942 · 1943 · 1944 · 1945 · 1946 · 1947 · 1948 · 1949 · 1950 · 1951 · 1952 · 1953 · 1954 · 1955 · 1956 · 1957 · 1958 · 1959 · 1960 · 1961 · 1962 · 1963 · 1964 · 1965 · 1966 · 1967 · 1968 · 1969 · 1970 · 1971 · 1972 · 1973 · 1974 · 1975 · 1976 · 1977 · 1978 · 1979 · 1980 · 1981 · 1982 · 1983 · 1984 · 1985 · 1986 · 1987 · 1988 · 1989 · 1990 · 1991 · 1992 · 1993 · 1994 · 1995 · 1996 · 1997 · 1998 · 1999 · 2000 · 2001 · 2002 · 2003 · 2004 · 2005 · 2006 · 2007 · 2008 · 2009 · 2010 · 2011 · 2012 · 2013 · 2014 · 2015 · 2016 · 2017 · 2018 · 2019 · 2020 · 2021 · 2022 · 2023 · 2024
Lijst van beklimmingen
 Parijs-Nice · 
 Tirreno-Adriatico · 
 Milaan-San Remo · 
 Ronde van Vlaanderen · 
 Gent-Wevelgem · 
 Ronde van het Baskenland · 
 Parijs-Roubaix · 
 Amstel Gold Race · 
 Waalse Pijl · 
 Luik-Bastenaken-Luik · 
 Ronde van Romandië · 
 Ronde van Catalonië · 
 Ronde van Italië · 
 Critérium du Dauphiné Libéré · 
 Ronde van Zwitserland · 
 Ploegentijdrit Eindhoven · 
 Ronde van Frankrijk · 
 HEW-Cyclassics-Cup · 
  ENECO Tour · 
 Clásica San Sebastián · 
 Ronde van Duitsland · 
 Ronde van Spanje · 
 GP Ouest-France-Plouay · 
 Ronde van Polen · 
 Kampioenschap van Zürich · 
 Parijs-Tours · 
 Ronde van Lombardije